# Ленора
«Ленора» (Lenore) — баллада Готфрида Бюргера (1773), первый образец этого жанра в немецкой литературе. Её международный успех стал (наряду с романом «Замок Отранто») провозвестником наступления моды на страшное и романтизма в целом.

## Сюжет
После окончания битвы под Прагой 1757 года войска Фридриха II возвращаются на родину. Юная девица Ленора ожидает своего возлюбленного Вильгельма, но среди вернувшихся его не встречает. Убитая горем, она клянёт немилостивого Бога. Однако под полночь к её крыльцу подъезжает всадник и вызывает девушку. Ночной визитёр оказывается Вильгельмом, и тот просит Ленору в эту же ночь отправиться с ним «в приют укромный». Девушка соглашается и садится с юношей на коня. Парочка мчится быстро:
И сзади, спереди, с боков

Окрестность вся летела:

Поля, холмы, ряды кустов,

Заборы, домы, сёла.
Девушка в недоумении спрашивает, как они могут так быстро лететь, на что Вильгельм отвечает: «Гладка дорога мертвецам». По пути радостный Вильгельм зовёт на свою свадьбу встреченную гробовую процессию, и даже рой мух над висельником. Наконец на рассвете они прибывают к воротам на кладбище. Конь летит над надгробьями, Вильгельм вдруг рассыпается в прах, и от него остаётся лишь скелет. Супружеское ложе, которое обещал её возлюбленный, оказывается могилой. Пока полумёртвая от страха Ленора лежит на могиле, над ней кружатся тени, мертвецы, скелеты, приговаривая:
Терпи, терпи, хоть ноет грудь; 

Творцу в бедах покорна будь.

## Подоплёка создания
По окончании в 1772 году юридического факультета Гёттингенского университета Бюргер получает место судьи в местечке Геллихаузен близ Гёттингена, куда и переезжает на жительство. Баллада «Ленора», прославившая его на всю Европу, была им написана в следующем году и опубликована в 1774 году в «Геттингенском альманахе муз». За ней последовала вереница баллад Бюргера, варьирующих те же темы.
Сюжет «Леноры» представляет собой переработку народной шотландской баллады «Клятва верности», включённой английским писателем и журналистом Томасом Перси в известную антологию «Памятники старинной английской поэзии» (1765). Ритмичный шедевр Бюргера, сохраняя свойственный фольклору налёт грубоватой простонародности, наставляет молодых людей не противиться установленному Богом порядку вещей и остерегаться осуществления своих желаний, особенно эротического свойства.

## Успех и вариации

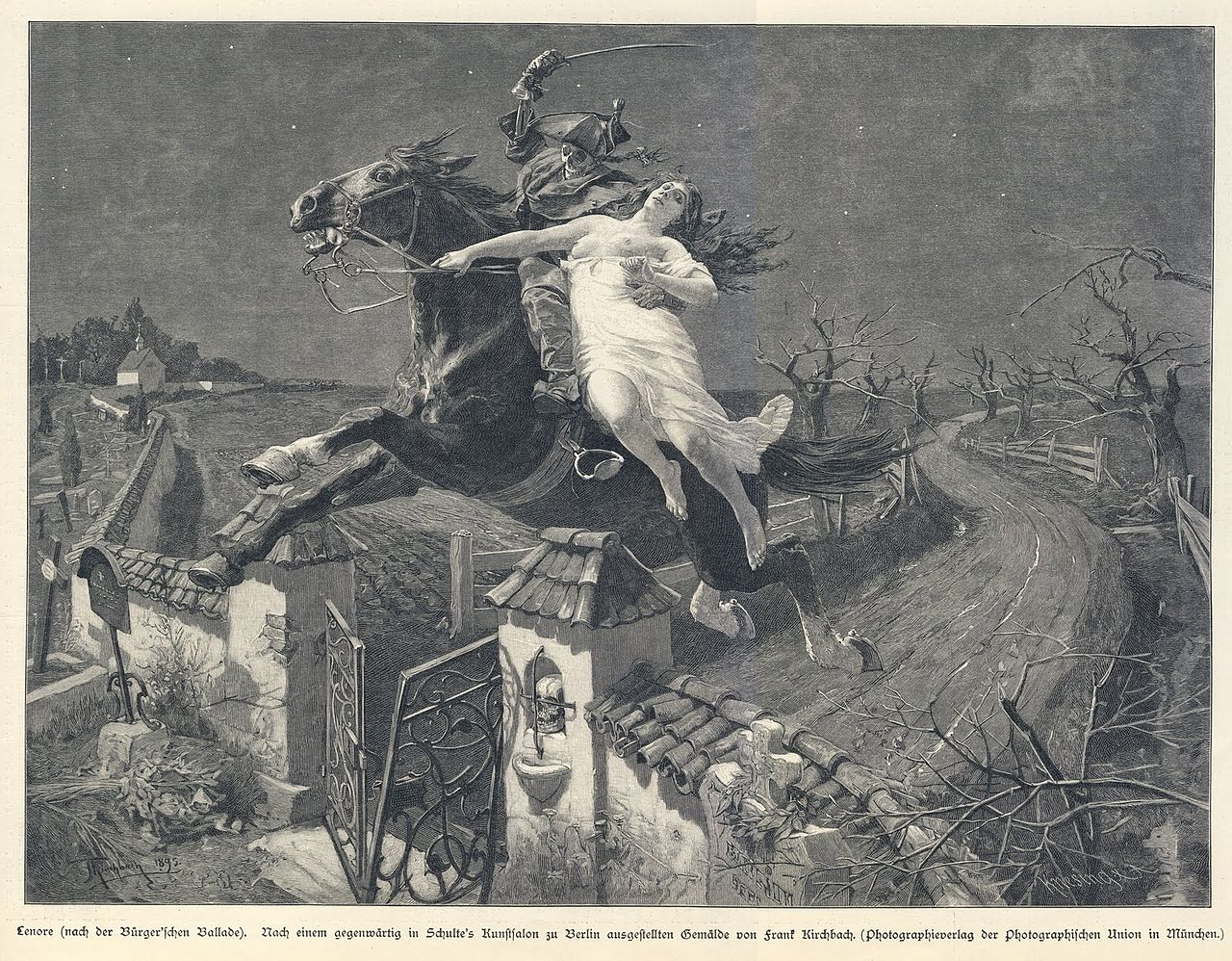
Ленора на гравюре Ф. Кирхбаха (1897)

Несмотря на наличие прозрачного моралистического посыла, «Ленора» прославилась как образец романтического стихотворного произведения, породив множество подражаний и переводов. Вигель вспоминает о том, каким потрясением стала «Ленора» для молодёжи конца XVIII века, воспитанной на традициях французского классицизма: «Вместо Геро, с нежным трепетом ожидающей утопающего Леандра, представить нам бешено-страстную Ленору со скачущим трупом любовника!..»
Ни одно другое произведение литературы «Бури и натиска» не имело такой популярности на рубеже XVIII и XIX веков. С перевода «Леноры» на английский язык начался путь в литературе Вальтера Скотта; самым же точным в Англии считается перевод, выполненный 16-летним Д. Г. Россетти. Аналогичные сюжеты заполонили немецкую литературу; относительно поздним примером может служить «Дон Рамиро» Гейне.
Имя «Ленора» стало нарицательным в романтизме. В этом контексте оно упомянуто в «Евгении Онегине» (глава 8, строфа IV). Линорой зовут девушку, являющуюся в мечтаниях лирическому герою стихотворения Эдгара По «Ворон», а также героиню другого его стихотворения, «Линор». «Я научился вам, блаженные слова: / Ленор, Соломинка, Лигейя, Серафита», — так начинает одно из своих знаменитейших стихотворений Осип Мандельштам. 
В 1828 году Карл фон Хольтей написал драму по мотивам баллады Бюргера, которая завоевала большую популярность. Многие композиторы писали музыку на слова "Леоноры". Симфония № 5 Йозефа Иоахима Раффа названа "Леонорой". В 1874 году, Анри Дюпарк написал симфоническую поэму "Леонора". В 1789 году Мария Терезия фон Парадис также сочинила балладу для голоса и фортепиано по мотивам произведения Бюргера.

### Русские подражания
Василий Жуковский до того, как перевести произведение Бюргера в 1831 году, создал славянизированные подражания ему — «Людмила» (1808) и «Светлана» (1812). Попытка Катенина придать «Леноре» русский колорит («Ольга», 1816) породила журнальную полемику между Гнедичем (который счёл этот эксперимент лишённым вкуса) и Грибоедовым. При этом литераторы того времени избегали передавать «кощунственные» детали оригинала, которые могли бы оскорбить благонравного читателя:

В своей великолепной версии бюргеровской «Леноры», где мускулистость его стиха достигает иногда пушкинской силы, Жуковский не позволил себе даже намекнуть, что любовников, скачущих в ночи на коне, манит к себе «брачное ложе», «брачная постель». Всюду, где у Бюргера упоминается постель (Brautbett, Hochzeitbett), Жуковский целомудренно пишет: ночлег, уголок, приют… <…> Нужно ли говорить, что те строки, где Бюргер непочтительно называет иерея — попом и сравнивает пение церковного клира с «кваканьем лягушек в пруду», Жуковский исключил из своего перевода совсем.— Корней Чуковский